# Зеликман, Энгелина Абрамовна
Энгелина (Лина) Абрамовна Зеликман (3 июня 1926, Москва, СССР — 18 января 2022, Маале-Адумим, Израиль) — советский и израильский гидробиолог, специалист по морскому зоопланктону, пионер исследований зоопланктона в Бaрeнцeвом море. Автор более 100 научных статей, в том числе высокоцитируемых, и монографии — англ. Crustacea I: Hyperiidea (Amphipoda) of Israel: A Morphological Atlas (Fauna Palаestina).
Ученый секретарь и директор (и. о.) ММБИ — Мурманского Морского Биологического Института Кольского филиала АН СССР. (1960—1964).
Активный участник правозащитного движения в СССР в 1970—1980 годы.

## Биография
1926 — родилась в Москве. Отец — Абрам Маркович Зеликман, экономист. Мать — Хана Самуиловна Зеликман (урождённая Шапиро), служащая аппарата ЦК ВКП(б)
1941—1943 — операционная медсестра-волонтёр в военно-полевом и передвижном железнодорожном госпиталях
1944—1945 — эвакуация в Перми
1949 — окончила МГУ по специальности «зоолог беспозвоночных»
1949—1950 — работа младшим научным сотрудником в Хопёрском (Воронежская обл.) и Кандалакшском (Белое море) государственных заповедниках.
1951 — паразитологическая экспедиция АН СССР в Среднюю Азию
1952—1964 — работала на биостанции в Дальних Зеленцах (с 1958 г. ММБИ), ст. лаборант, потом — ученый секретарь, впоследствии — и. о. директора.
1954 — вступила в КПСС
1955 — Защитила кандидатскую диссертацию в МГУ, используя богатый материал, собранный на станции. Диссертационный материал вошел в книгу «Жизненные циклы паразитических червей северных морей».
1964—1966 — старший научный сотрудник Института Биофизики АН СССР в Москве
1966—1985 старший научный сотрудник лаборатории планктона Института Океанологии АН СССР в Москве
1988 — репатриировалась в Израиль с семьей сына в возрасте 62 года и продолжила научную работу
1989—1998 — Senior Researcher в Еврейском Университете в Иерусалиме, руководитель многочисленных студенческих практик по биологии Красного моря.
2005 — выпустила монографию — морфологический атлас ракообразных в морской фауне Израиля (Engelina A. Zelickman. Crustacea I: Amphipoda: Hyperiidea of Israel — A Morphological Atlas, 2005), изданный АН Израиля с великолепными иллюстрациями, причем некоторые структуры были показаны впервые
1998—2022 — пенсионер в Маале-Адумим, Израиль

## Основные научные интересы
Э. А. Зеликман возглавила 24 арктические биологические экспедиции в ареалах Баренцева, Белого и Карского морей, а также в Японском и Охотском морях. Занималась тремя научными направлениями: зоопланктоном северного полушария, паразитологией морских моллюсков и ракообразных, стайным поведением и коммуникацией у ракообразных и медуз, а в более позднее время ещё и бокоплавами
.
В сфере научных интересов Э. А. Зеликман были следующие вопросы:
- распределение численности и биомассы пелагических ракообразных — основного кормового ресурса рыб и морских млекопитающих, а также сезонной и многолетней динамикой этих показателей и факторов, ее определяющих
- физиология размножения эвфаузиевых рачков, их поведение, горизонтальные и вертикальные миграции как функция физических и химических параметров водных масс
- причины массовых вспышек развития веслоногих ракообразных, структура их сообществ и внутрипопуляционная изменчивость
- пелагические кишечнополостные как биоиндикаторы термического режима Баренцева моря
- ускорение личиночного развития эвфаузиевых ракообразных как один из способов эволюционной дивергенции близких видов

## Частичный список трудов
- Engelina A. Zelickman. Морфологический атлас ракообразных Израиля = Crustacea I: Hyperiidea (Amphipoda) of Israel: A Morphological Atlas (Fauna Palaestina) (англ.) / Z. Lasman. — Иерусалим: Израильская Академия Наук и Искусств, 2005. — 442 p. — ISBN 978-9652081643.
- E.A. Zelickman, F.D. Por. Ultrastructure of the pereopodal dactyls in the family Phronimidae Dana, 1852 (Crustacea: Amphipoda: Hyperiidea) (англ.) // Journal of Natural History. — 1996. — Vol. 30, no. 8. — P. 1193—1213.[1]
- E.A. Zelickman. Group orientation in Neomysis mirabilis (Mysidacea: Crustacea) (англ.) // Journal of Natural History. — 1974. — Vol. 24. — P. 251–258.[1]
- E. A. Zelickman, A. N. Golovkin. Composition, structure and productivity of neritic plankton communities near the bird colonies of the northern shores of Novaya Zemlya (англ.) // Marine Biology. International Journal on Life in Oceans and Coastal Waters. — Springer, 1972. — Vol. 17.[1]
- E. A. Zelickman. Distribution and ecology of the pelagic hydromedusae, siphonophores and ctenophores of the Barents Sea, based on perennial plankton collections (англ.) // Marine Biology. International Journal on Life in Oceans and Coastal Waters. — Springer, 1972. — Vol. 17.[1]
- E. A. Zelickman, V. I. Gelfand & M. A. Shifrin. Growth, reproduction and nutrition of some Barents Sea hydromedusae in natural aggregations (англ.) // Marine Biology. International Journal on Life in Oceans and Coastal Waters. — Springer, 1969. — Vol. 4. — P. 167—173.[1]
- Зеликман Э.А. Трематоды как компоненты литорального комплекса моря // Труды всесоюзного гидробиологического общества : журнал. — АН СССР, 1950. — Т. 11. — С. 214—230.
- Беляев Г.М., Зеликман Э.А. Зараженность трематодами некоторых беспозвоночных Белого моря в зависимости от их осморегуляторных способностей. // Доклады АН СССР, отд. паразитологии. — АН СССР, 1950. — Т. 21, вып. 4.
- Зеликман Э.А. К биологии личиночных стадий трематод сем. Microphallidae. // Доклады АН СССР, отд. паразитологии. — АН СССР, 1951. — Т. 76, № 4. — С. 982—992.
- Зеликман Э.А. О жизненном цикле птичьей трематоды Gymnophallus affinis (Jameson et Nicoll, 1913) // Доклады АН СССР, новая серия. — АН СССР, 1953. — Т. 91, № 4. — С. 982—992.
- Зеликман Э.А. Некоторые эколого-паразитологические связи на литорали северной части Кандалакшского залива. Диссертация на соискание ученой степени кандидата биологических наук.. — 1954.
- Камшилов М. М., Зеликман, Энгелина Абрамовна, Роухияйнен М. И. Закономерности скоплений и миграций промысловых рыб в прибрежной зоне Мурмана. — М.-Л.: Изд-во АН СССР, 1958. — Т. 8, вып. 2. — С. 317—326.
- Зеликман Э.А. Материалы о распределении и размножении эвфаузиид в прибрежной зоне Мурмана. // Труды Мурманской биологической станции АН СССР. — Изд-во АН СССР, 1958. — Т. 4. — С. 79—117.
- Зеликман Э.А. К экологии размножения массовых видов Euphausiacea в юго-восточной части Баренцева моря. // Труды Мурманского морского биологического института АН СССР. — Изд-во АН СССР, 1958. — Т. 6 (10). — С. 12—21.
- Зеликман Э.А. О созревании гонад и плодовитости самок у массовых видов баренцевоморских эвфаузиид. // Доклады АН СССР. — 1958. — Т. 118, вып. 1. — С. 201—204.
- Камшилов М. М., Зеликман, Энгелина Абрамовна. О видовом составе зоопланктона прибрежья восточного Мурмана // Труды Мурманского морского биологического института АН СССР. — Изд-во АН СССР, 1958. — Т. 4. — С. 41—44.

- Зеликман, Энгелина Абрамовна, Камшилов М. М. Многолетняя динамика биомассы планктона южной части Баренцева моря и факторы, ее определяющие. // Труды Мурманского морского биологического института АН СССР. — Изд-во АН СССР, 1960. — Т. 2. — С. 68—102.
- Зеликман Э.А. К планктической характеристике юго-восточного сектора Баренцева моря (по материалам августа 1958 г.). // В книге: Гидрологические и биологические особенности прибрежных вод Мурмана : книга. — Мурманск, 1961. — С. 39—58.
- Зеликман Э.А. Массовое развитие Pseudocalanus elongatus Boeck (Copepoda) в прибрежье Восточного Мурмана в 1956 г. и его причины. // В книге: Гидрологические и биологические особенности прибрежных вод Мурмана. : книга. — Мурманск: Кол. фил. АН СССР, 1961. — С. 127—135.
- Зеликман Э.А. О подъемах к поверхности моря баренцево-морских эвфаузиевых рачков и некоторых чертах их поведения. В кн.: Гидрологические и гидробиологические особенности прибрежных вод Мурмана. // Труды всесоюзного гидробиологического общества : книга. — Мурманск: Кол. фил. АН СССР, 1961. — С. 136—153.
- Головкин А.Н., Зеликман Э.А. Развитие [[Каляноиды}}калянуса]] в районе гнездования морских колониальных птиц в прибрежье Мурмана // Океанология. — Наука. АН СССР., 1965. — Т. 5, вып. 1. — С. 117—127.
- Зеликман Э.А. Некоторые эколого-паразитологические связи на литорали северной части Кандалакшского залива // В книге Жизненные циклы паразитических червей северных морей. — JL, 1966. — Вып. 1. — С. 3—78.
- Зеликман Э.А. Заметки о составе и распределении зоопланктона в юго-восточной части Баренцева моря в августе-октябре 1959 г. // Труды Мурманского морского биологического института АН СССР. — Изд-во АН СССР, 1966. — Т. 11 (15), вып. 1. — С. 34—39.
- Зеликман Э.А. Биомасса зоопланктона и его качественный состав в Чешской губе. // Труды Мурманского морского биологического института АН СССР. — Изд-во АН СССР, 1968. — Т. 17 (21), вып. 1. — С. 30—36.
- Зеликман Э.А. Пелагические кишечнополостные как биоиндикаторы термического режима Баренцева моря. // Тр. ПИНРО. — Изд-во АН СССР, 1970. — Т. 17 (21), вып. 27. — С. 77—89.
- Зеликман Э.А., Головкин А.Н. Особенности распределения и продуктивность зоопланктона близ птичьих базаров севера Новой Земли. // В книге: Особенности биологической продуктивности вод близ птичьих базаров севера Новой Земли.. — Л.: Изд-во АН СССР, 1972. — Т. 17 (21), вып. 27. — С. 92—114.
- Зеликман Э.А. Характер многолетних колебаний биомассы зоопланктона арктических морей. Тезисы доклада на I Всесоюзной конференции по морской биологии : книга. — Владивосток, 1977. — С. 52.
- Зеликман Э.А. Сообщества арктической пелагиали. В кн.: Биология океана. Том 2: Биологическая продуктивность океана. : книга. — М.: Наука, 1977. — Т. 2. — С. 43—55.
- Зеликман Э.А. Нетрофические регуляторные взаимоотношения у морских беспозвоночных. В кн.: Биология океана. : книга. — М.: Наука, 1977. — Т. 2. — С. 23—330.
- Зеликман Э. А., Лукашевич И. П., Дробышева С. С., Дегтерева А. А. Колебания численности яиц и молоди баренцевоморских эвфаузиевых рачков // Океанология. — Наука. АН СССР., 1980. — Т. 20, вып. 6. — С. 1090—1097.

- Э.А. Зеликман. Популяционное разнообразие баренцевоморских калянусов на примере размеров тела. // В книге: II съезд советских океанологов: Тезисы докладов. Вып. 5. Биология океана.. — Севастополь, 1982. — С. 77—78.
- Э.А. Зеликман. Коммуникация у водных беспозвоночных как фактор структурирования пространства и регуляции численности // Системные исследования. Методологические проблемы : Ежегодник. — Наука. АН СССР., 1982. — С. 339—359.